# Mario Cavallaro (1941)
Mario Cavallaro (Trecastagni, 29 agosto 1941) è un politico italiano, Presidente della Provincia di Siracusa dal 1994 al 1998.

## Biografia
Figlio di un sottufficiale dei Carabinieri, laureato in giurisprudenza, avvocato. Già segretario provinciale della Giovane Italia di Siracusa e poi Segretario provinciale del Movimento Sociale Italiano e componente il Comitato centrale del M.S.I.
Nel 1971 è eletto deputato all'Assemblea regionale siciliana per il Movimento Sociale Italiano. Non è rieletto nel 1976. Sempre con il MSI si candida al Senato nel 1983 nel collegio di Siracusa ma non viene eletto
Nel giugno 1994, alle prime elezioni dirette, è eletto al primo turno presidente della Provincia di Siracusa per il Polo del Buon Governo e ha aderito nel gennaio 1995 ad Alleanza Nazionale. Nel giugno 1998 non è stato riconfermato al ballottaggio.
Nel dicembre 1999 diviene vicesindaco di Siracusa, nell'amministrazione di centro destra guidata da Titti Bufardeci fino al 2004
Nel gennaio 2015 si avvicina al movimento "Noi con Salvini"